# De Buonaparte et des Bourbons
De Buonaparte et des Bourbons est une brochure écrite par François-René de Chateaubriand contre l'empereur Napoléon Ier, publiée le 30 mars 1814 et parue le mardi 5 avril 1814.

## Historique
Dans la préface de la première édition de 1814, écrite par Chateaubriand lui même, parue chez l'imprimeur-libraire Mame Frères, il précise qu'il a commencé cet ouvrage il y a trois ou quatre mois et que les évènements ont devancé ses vœux. Par événements, il entend la destitution de l'Empereur le 31 mars 1814 par les alliés avant son exil à l'île d'Elbe. Un supplément à l'ouvrage est d'ailleurs publié chez Lerouge, libraire à Paris, daté également de 1814, dans lequel Chateaubriand dit, en parlant de Buonaparte, « qu'il aille rêver dans l'île d'Elbe ».
Ce pamphlet contre Buonaparte, comme il appelle l'Empereur dans le titre et le contenu de sa brochure, a donc été écrit juste avant la première abdication de Napoléon.

## Contenu
Ce texte de 87 pages dans la première édition de 1814 parue chez Mame Frères est composé de trois parties. Dans la première partie, l'auteur décrit « l’étranger » Buonaparte comme un « faux grand homme et despote, vrai parvenu qui a affermi son pouvoir sur les ruines de tout un peuple ». La seconde partie a pour objet de démontrer « la nécessité de rassembler les Français autour de leur souverain légitime et historique ». Dans la troisième partie, l'auteur tente de justifier, de façon peu convaincante, la politique des puissances étrangères alliées des Bourbons,.

## Polémiques
Dans une troisième édition de l'ouvrage parue en 1814 toujours chez Mame Frères, Chateaubriand écrit une préface dans laquelle il précise que son texte « manuscrit a été transmis à l'imprimeur alors qu'on se battait encore à Montmartre et que Buonaparte était encore à Fontainebleau avec 50 ou 60 mille hommes : rien n'était décidé sur le sort de la Maison de Bourbon. En cas de revers, il n'y avait que la fuite la plus prompte qui pût me dérober à la mort ».
La préface de Victor de Laprade dans une édition de 1872 de l'ouvrage de Chateaubriand dit qu'« on a fait parfois un grief au grand écrivain de ce pamphlet ».
Selon une critique contemporaine, « Ce texte enflammé vaut aujourd’hui par sa vigueur polémique et ses qualités stylistiques, mais il montre aussi à quel aveuglement la haine, associée aux ambitions déçues, a pu conduire un homme intelligent et courtois ».

### Ouvrage de référence de l'article
Édition papier de 1814, format in-12, regroupant trois brochures :
- Réflexions politiques sur quelques écrits du jour et sur les intérêts de tous les Français par M. de Chateaubriand, nouvelle édition revue et corrigée, Paris, Le Normant, imprimeur-libraire, 1814
- De Buonaparte et des Bourbons, et de la nécessité de se rallier à nos princes légitimes, pour le bonheur de la France et celui de l'Europe, par F.A. [sic] de Chateaubriand, Paris, Mame Frères, imprimeurs-libraires, 1814
- Supplément à l'ouvrage intitulé : De Buonaparte et des Bourbons, par M. de Châteaubriant [sic], à Paris, chez Lerouge, Libraire, 1814